# 兒島峰
兒島 峰（こじま みね、1966年 - ）は、日本の社会人類学者。主にラテンアメリカの文化についての研究活動を行っている。

## 来歴
東京都生まれ。成蹊大学文学部卒業後、メキシコ政府外務省の奨学金給付生としてメキシコ国立歴史人類学学院（通称：ENAH）の修士課程に進み、社会人類学の修士号を取得。帰国後、筑波大学国際政治経済学研究科に編入学し、2011年に筑波大学人文社会科学研究科で博士号を取得した。博士論文のタイトルは「口承・無形文化遺産『オルロのカーニバル』の学際的研究」。現在 、神奈川大学経営学部准教授。

## 著書

### 単著
- 『アンデスの都市祭礼』 明石書店 2014年 ISBN 978-4750339474

### 共著
- 『中南米における文化遺産の資源化とトゥーリスモ』  神戸市外国語大学外国学研究所 2011年
- 『日本史の脱領域』森話社 2003年（2013年重版）
- 『アンデスで先住民の映画を撮る―ウカマウの実践40年と日本からの協働20年』現代企画室 2000年